# Losdolobus xaruanus
Losdolobus xaruanus is een spinnensoort in de taxonomische indeling van de Orsolobidae.
Het dier behoort tot het geslacht Losdolobus. De wetenschappelijke naam van de soort werd voor het eerst geldig gepubliceerd in 2006 door Lise & Almeida.